# Teatre en llombard
El teatre en llombard és el gruix de les obres teatrals que, en el decurs del segles, han estat escrites en llengua llombarda. El gènere va néixer a finals del segle XVII amb les comèdies de Carlo Maria Maggi i de Francesco De Lemene, però es va desenvolupar sobretot en el segle xix, amb el gran auge del teatre milanès. A partir de finals del segle xix, i fins a dia d'avui, s'ha difós la producció teatral popular, tot i que no sempre de nivell alt.

## Llista de dramaturgs en llombard
- Sandro Bajini
- Giovanni Barrella
- Biagio Bellotti
- Carlo Bertolazzi
- Giorgio Bolza
- Francesco De Lemene
- Edoardo Ferravilla
- Ferdinando Fontana
- Decio Guicciardi
- Sandro Lopez Nunes
- Luigi Medici
- Felice Musazzi
- Cletto Arrighi
- Gaetano Sbodio
- Giovanni Testori
- Silvio Zambaldi

## En projectes germans
- Repertori del teatre en dialecte milanès a Wikisource (en italià)